# Мулеле, Пьер
Пьер Мулеле (фр. Pierre Mulele 11 августа 1929 г. — 3 октября (или 9 октября, согласно другой версии) 1968 г.) — конголезский революционер, краткое время бывший министром образования в кабинете Патриса Лумумбы.
В 1964 г. происходит восстание «Симба» («Львов» на суахили) во главе с Гастоном Эмилем Сумьяло. В том же году, в Квилу, вблизи города Киквит, Мулеле, прошедший обучение в КНР, руководит маоистской повстанческой группой его народности мбунду, известной как «басени» («лесные люди» на суахили). 21 апреля 1965 г. Лоран Кабила и Пьер Мулеле становятся заместителями президента Высшего Совета Революции. В это время в Конго (Леопольдвиль—Киншаса) прибывает Эрнесто Че Гевара, но его сотрудничество с повстанцами оканчивается неудачей, и он возвращается на Кубу. После поражения восстания в декабре 1965 г. Мулеле бежал в Конго (Браззавиль). В 1968 г. тогдашний президент Демократической Республики Конго (Леопольдвиль—Киншаса) Жозеф-Дезире Мобуту выманил Мулеле из изгнания, обещая ему амнистию. Мулеле вернулся, но в нарушение обещания, был публично замучен и казнён: ему вырвали глаза, отрезали гениталии, ампутировали одну за другой конечности, и всё это время он ещё был жив. Затем его утопили в реке.

## Кодекс поведения и применение маоизма
Когда в 1964 году разразилось восстание квилу, Мулеле возглавил его в духе, напоминающем о тактике китайских коммунистов во время гражданской войны. Он требовал от своих бойцов следовать очень строгому моральному кодексу, особо подчёркивая самодисциплину и уважение к населению. Оказалось, что контролировать трайбалистских крестьянских бойцов трудно, многие нарушали приказы Мулеле. Восемь указаний по поведению, которые Мулеле выпустил для своих партизан, показывают огромное влияние сочинений Мао о народной войне:
1. Уважать всех людей, даже плохих.
2. Честно покупать товары у селян, не допускать воровства.
3. Возвращать позаимствованное вовремя и не причиняя беспокойства.
4. Платить за повреждённые вещи и обходиться по-доброму.
5. Не причинять вреда или ущерба.
6. Ничего не разрушать и не вытаптывать земли людей.
7. Уважать женщин и не тешиться с ними по своему произволу.
8. Не заставлять страдать военнопленных.

Попытка приспособить маоистскую практику к африканским условиям также распространилась и на использование крестьянства как главной силы революции.

## Личная жизнь
Мулеле был женат на Леони Або (Leonie Abo), боевой подруге, которая провела пять лет в партизанском движении с верными Мулеле бойцами. В 1968 году, после убийства её мужа, она бежала в Конго-Браззавилль, где затем и жила. Або приложила огромные усилия к сохранению памяти о муже. Историю её жизни рассказывает книга Людо Мартенса (Ludo Martens) «Конголезка» (Une Femme du Congo).

## Упоминания в художественной литературе
— У этого человека есть жужу,— сказал Шеннон,— по крайней мере, люди в это верят. Это значит, что его оберегают духи, жужу защищает его от врагов, гарантирует его неуязвимость, хранит от нападения, бережёт от смерти. В Конго, Симба считали, что у их вождя, Пьера Мулеле, было такое же жужу. Он говорил, что может распространить его на тех, кто его поддерживает, и сделать их бессмертными. Они ему верили. Им казалось, что пули будут обтекать их, как капли дождя. Поэтому они накатывались на нас волнами, накачавшись до одури анашой и виски, гибли, как мухи, но продолжали лезть вперёд. Та же история с Кимбой. Пока они в это верят, он бессмертен. Поэтому никто никогда и пальца на него не поднимет. Как только они увидят его труп, тот, кто его убил, станет новым вождём. У него жужу сильнее.— Фредерик Форсайт. Псы войны. Пер. с англ. Курляндского А.С. Глава шестая.